# Liam Moore
Liam Simon Moore (Loughborough, 31 gennaio 1993) è un ex calciatore inglese naturalizzato giamaicano, di ruolo difensore.

## Carriera

### Club
Cresce calcisticamente nelle giovanili del Leicester City ed in prima squadra dal 2012 al 2014 ha giocato 48 partite in Championship con il Leicester City, ottenendo nel 2014 la promozione in Premier League con la vittoria del campionato.
Ha giocato per fare esperienza in prestito nel 2012 al Bradford (17 presenze), al Brentford nel 2013 e nel 2015 (10 apparizioni totali) ed infine sempre nel 2015 al Bristol City collezionando 10 presenze.
Esordisce in massima serie il 16 agosto 2014, in Leicester City- Everton (2-2) della prima giornata di campionato. Nel mercato invernale 2016 rientra nel suo club dal prestito al Bristol City. Nella stessa stagione il 2 maggio grazie al pareggio per 2-2 del Tottenham secondo in classifica contro il Chelsea, che segue il pareggio del giorno prima dei Foxes contro il Manchester United per 1-1, si laurea campione d'Inghilterra 2015-2016 con il Leicester City.

### Nazionale
Ha giocato con la nazionali giovanili inglesi Under-17, Under-20 ed Under-21.
Nel 2021 ha esordito nella nazionale maggiore giamaicana, e nello stesso anno ha partecipato alla CONCACAF Gold Cup.

## Palmarès

### Club

#### Competizioni nazionali
- Campionato inglese di seconda divisione: 1

Leicester City: 2013-2014